# Chileotrecha atacamensis
Espèce
Chileotrecha atacamensis est une espèce de solifuges de la famille des Ammotrechidae.

## Distribution
Cette espèce est endémique du Chili. Elle se rencontre dans le désert d'Atacama.

## Étymologie
Son nom d'espèce, composé de atacam[a] et du suffixe latin -ensis, « qui vit dans, qui habite », lui a été donné en référence au lieu de sa découverte, le désert d'Atacama.

## Publication originale
- Maury, 1987 : Consideraciones sobre algunos solifugos de Chile (Solifugae: Ammotrechidae, Daesiidae). Revista de la Sociedad Entomológica Argentina, vol. 44, no 3/4, p. 419-432.